# アルフォンソ・デ・リゴリ
アルフォンソ・マリア・デ・リゴリ（Alfonso Maria de' Liguori 1696年9月27日 - 1787年8月1日）は、カトリック教会の司教、聖人で教会博士の1人、修道会レデンプトール会の創立者。クリスマスソングとして知られる「あなたは星から降りてくる」（Tu scendi dalle stelle）の作曲者でもある。

## 略伝
ナポリ近郊のマリアネッラ生まれ。ナポリ大学で法学を修め法律家となるが、1723年に父親の反対を押し切って聖職者となり、3年後には司祭となる。主にナポリの貧民窟や孤児・ハンセン病患者など当時疎外されがちだった人々の中に入って宗教活動を行い、この活動が基となって1732年にレデンプトール会を創設。1762年にはサンタアガタ＝デ＝ゴッティの司教に叙任され、ジャンセニスムとの論争の傍ら道徳神学に大きな足跡を残した。
リゴリは告解のための摘要3巻を著し、それによって教会が下す刑罰を時には厳しく、時にはより寛大に操作できるようにした。それによって教会の運営を詐欺師や娼婦の商法のように柔軟性のあるものにした、というのが20世紀の社会学者ワルター・ベンヤミンの評価だった。